# Balipedio di Viareggio
Il balipedio di Viareggio è stato un balipedio sito a Viareggio tra il 1868 e il 1944 intitolato a Gregorio Ronca. 
Attivo in un arco di tempo che copre dall'Unità d'Italia fino alla Seconda guerra mondiale, è stato tra i più attivi d'Italia. 
Il balipedio si trovava nell'area della Spiaggia della Lecciona, poi divenuta parte del parco naturale di Migliarino, San Rossore, Massaciuccoli ed era raccordato direttamente con la stazione ferroviaria di Viareggio.
Cannoni, mortai, bombe furono oggetto di sperimentazione da parte della Marina Militare di fronte a quel tratto di mare.
All'interno del parco, tra gli alberi, si possono ancora trovare resti di casematte, costruite dai militari, atte alla sperimentazione delle armi.

## Distruzione a opera dei partigiani

Il tenente Francis Mulhair davanti alle rovine del balipedio di Viareggio

Il 17 gennaio 1944, alle ore 10, Viareggio fu scossa da un tremendo boato e da altre esplosioni che si susseguirono per quasi tutta la giornata. La zona delle Darsene, ubicata in prossimità dell'installazione militare, fu sotto la minaccia di un disastro e gli abitanti, in preda al panico, fuggirono precipitosamente in cerca di riparo. L'esplosione del balipedio fu causata da un atto di sabotaggio preparato dai partigiani; uno di loro, in tuta da operaio, si era mescolato agli altri che entravano al lavoro, con una borsa contenente un ordigno ad orologeria. Nell'esplosione, perdettero la vita sette innocenti tra dipendenti e artificieri civili del poligono: oltre ad Eliseo Gianni, membro dell'organizzazione clandestina comunista, morirono anche Guido Benedetti, Umberto Benincasa, Giacomo Castellano, Lamberto Cervelli, Orazio Di Stefano e Mario Sartini. L'episodio, romanzato, è ripreso da Mario Tobino nel romanzo Il clandestino, che narra le vicende della lotta partigiana nella zona.